# Cadulus cylindratus
Cadulus cylindratus är en blötdjursart som beskrevs av Jeffereys 1877. Cadulus cylindratus ingår i släktet Cadulus och familjen Gadilidae. Inga underarter finns listade i Catalogue of Life.